# Die Young
"Die Young" är en låt av den amerikanska sångerskan Kesha från hennes andra studioalbum, Warrior. Den släpptes som skivans första singel den 25 september 2012. Låten skrevs av Kesha tillsammans med Lukasz Gottwald, Benjamin Levin, Henry Walter och Nate Ruess.

## Låtlistor och format
Digital nedladdning
1. "Die Young" – 3:33

Brittisk singel
1. "Die Young" – 3:33
2. "Die Young" (Instrumental) – 3:33

Digital remix
1. "Die Young" (Remix) (featuring Juicy J, Wiz Khalifa, & Becky G.) – 4:04